# Włochy na Letniej Uniwersjadzie 2007
Włochy na Letniej Uniwersjadzie w Bangkoku reprezentowało  zawodników. Włosi zdobyli 22 medale (5 złotych, 8 srebrnych, 9 brązowych)

## Medale

### Złoto
- Federica Pellegrini - pływanie, 200 metrów stylem dowolnym
- Federica Pellegrini - pływanie, 400 metrów stylem dowolnym
- Lorenzo Prosperi - strzelectwo, trap
- Drużyna strzelców - skeet mężczyzn
- Drużyna strzelców - trap mężczyzn

### Srebro
- Lidia Mongelli - lekkoatletyka, chód 20 kilometrów
- Drużyna piłkarzy nożnych
- Federica Pellegrini - pływanie, 800 metrów stylem dowolnym
- Drużyna piłkarzy wodnych
- Noemi Batki - skoki do wody - trampolina 1 metr
- Leonardo Basile - taekwondo, kategoria powyżej 84 kg
- Drużyna strzelców - trap podwójny mężczyzn
- Drużyna strzelczyń - trap podwójny

### Brąz
- Livio Sciandra - lekkoatletyka, 800 metrów
- Alessandro Bruyere - judo, kategoria poniżej 66 kg
- Erica Barbieri - judo, kategoria poniżej 70 kg
- Federico Turrini - pływanie, 400 metrów stylem zmiennym
- Nicola Cassio, Andrea Busato, Michele Cosentino, Andrea Giavi - pływanie, sztafeta 4x100 metrów stylem zmiennym
- Alice Carpanese, Roberta Ioppi, Federica Pellegrini, Francesca Segat, Flavia Zoccari - pływanie, sztafeta 4x200 metrów stylem dowolnym
- Diego Redina - taekwondo, kategoria poniżej 48 kg
- Mauro Sarmiento - taekwondo, kategoria poniżej 84 kg
- Niccolò Campriani - strzelectwo, karabin pneumatyczny